# 佩德罗·加西亚·阿瓜多
佩德罗·加西亚·阿瓜多（西班牙語：Pedro García Aguado，1968年12月9日—），西班牙男子水球运动员。他曾代表西班牙参加1988年、1992年、1996年和2000年夏季奥林匹克运动会水球比赛，获得一枚金牌和一枚银牌。